# Crotalaria bondii
Crotalaria bondii är en ärtväxtart som beskrevs av Antonio Rocha da Torre. Crotalaria bondii ingår i släktet sunnhampor, och familjen ärtväxter. Inga underarter finns listade i Catalogue of Life.